# 菲特呂伯湖

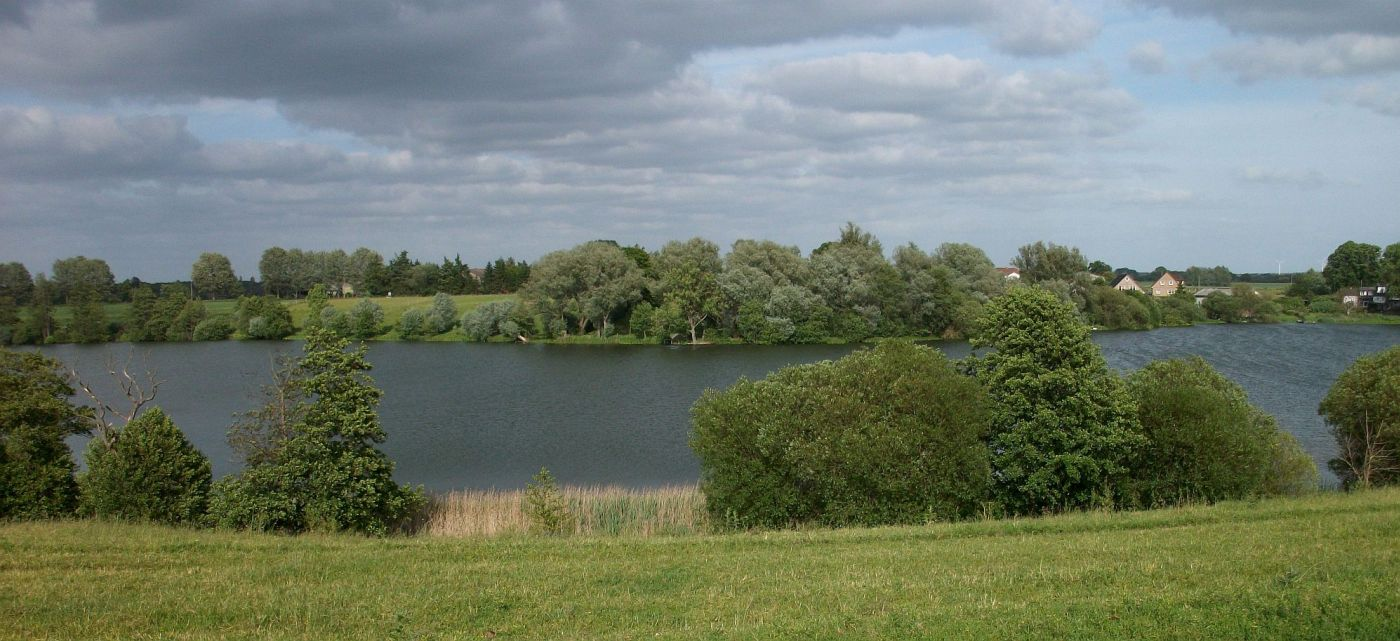

53°42′53.72″N 11°13′9.07″E / 53.7149222°N 11.2191861°E
菲特呂伯湖（德語：Vietlübber See），是德國的湖泊，位於該國東北部梅克倫堡-前波美拉尼亞州，由西北梅克倫堡縣負責管轄，長1.6公里、寬0.4公里，面積0.37平方公里，海拔高度54米，最大水深6.5米。